# Shugo
Shugo (comummente traduzido como "guardião") foi um título outorgado a determinados oficiais do governo no Japão feudal. O título era atribuído pelo shōgun aos demais funcionários os quais tomariam a responsabilidade de supervisionar uma ou mais províncias do Japão. Este estatuto deu lugar ao surgimento do daimyō (senhores feudais), a finais do século XV. Isto porque os shugo começaram gradualmente a adquirir as terras antes administradas, em vez de servirem simplesmente como governantes em nome do shogunato.
Diz-se que este posto foi criado em 1185, por Minamoto no Yoritomo, com o propósito de capturar Yoshitsune, com a adicional motivação de estender esta regra do governo por todo o Japão. Os shugo suplantaram progressivamente os Kokushi, os quais haviam sido nomeados pela Corte Imperial em Kyoto. Oficialmente, os gokenin de cada província deveriam servir o shugo, contudo na prática, a relação entre eles era bastante frágil, uma vez que os gokenin eram também vassalos do shōgun.
Normalmente os shugo permaneciam na capital por longos períodos de tempo, longe da sua província, no entanto eram frequentemente enviados vários shugo para inúmeras províncias simultaneamente. Em tais casos, um deputado shugo, ou shugodai (守护代) era nomeado.
Com o tempo, o poder de alguns shugo aumentou consideravelmente. Durante a Guerra Onin (1467-1477), os conflitos entre shugo tornaram-se comuns. Alguns shugo perderam os seus poderes, tal como os shugodai, enquanto outros reforçaram o seu controlo sobre os territórios. Como resultado, no final do século XV, início do período Sengoku, o poder no país foi dividido entre os senhores feudais em váriadas divisões (shugo, shogudai e outros), passando a serem chamados de daimyō.